# Mungyeong

Logo de Mungyeong

Mungyeong est une ville de la Corée du Sud, dans la province du Gyeongsang du Nord.

## Événements
La ville est connue pour son festival des bols de thé traditionnels organisé chaque année depuis 1999.
Les 6emes jeux mondiaux militaires ont eu lieu en 2015 dans cette ville.